# لويز هانتينغتون
لويز هانتينغتون (بالإنجليزية: Louise Huntington)‏ هي ممثلة أمريكية، ولدت في 1 نوفمبر 1904 في دالاس في الولايات المتحدة، وتوفيت في 2 يونيو 1997 في سوميت في الولايات المتحدة.

## وصلات خارجية
- لويز هانتينغتون على موقع IMDb (الإنجليزية)
- لويز هانتينغتون على موقع قاعدة بيانات برودواي على الإنترنت (الإنجليزية)
- لويز هانتينغتون على موقع قاعدة بيانات الفيلم (الإنجليزية)